# Kévin Junior Nguechoung
Kévin Junior Nguechoung (Maisons-Alfort, 13 de agosto de 2000) es un futbolista francés, nacionalizado gabonés, que juega en la demarcación de centrocampista para el US Le Pays du Valois del Championnat National 3.

## Selección nacional
Tras jugar en las categorías inferiores de la selección, finalmente el 17 de octubre de 2023 hizo su debut con la selección de fútbol de Gabón en un encuentro amistoso contra Guinea que finalizó con un resultado de empate a uno tras el gol de Serhou Guirassy para Guinea, y de Aaron Boupendza para Gabón.

## Clubes
| Club                 | País    | Año       | Partidos | Goles |
| -------------------- | ------- | --------- | -------- | ----- |
| Entente SSG          | Francia | 2019-2021 | 6        | 0     |
| US Le Pays du Valois | Francia | 2021-     | 43       | 4     |